# Șesuri, Bacău
Șesuri este un sat în comuna Măgirești din județul Bacău, Moldova, România.